# Flughafen Van-Ferit Melen

i7
i11
i13
Der Flughafen Van-Ferit Melen (türkisch Ferit Melen Havalimanı, IATA-Code: VAN, ICAO-Code: LTCI) ist ein Flughafen in der Stadt Van in der Türkei. Er liegt acht Kilometer südwestlich von Van und wird nur für innertürkische Flüge verwendet.
Benannt wurde der Flughafen nach dem ehemaligen Ministerpräsidenten Ferit Melen, der in Van geboren wurde.